# Wilhelm Kast
Wilhelm Kast (* 8. Februar 1898 in Halle an der Saale; † 9. Januar 1980 in Freiburg im Breisgau) war ein deutscher Physikochemiker, der über Flüssigkristalle forschte.

## Leben
Kast stammte aus einer alten Bergmannsfamilie aus dem Harz, wuchs in Halle auf, studierte ab 1919 Physik an der Universität Halle und wurde dort 1922 bei Julius Herweg promoviert mit einer Dissertation über die Dielektrizitätskonstante von Flüssigkristallen. Als Post-Doktorand war er bei Gustav Mie an der Universität Freiburg und habilitierte sich dort 1924 (Habilitationsschrift: Untersuchungen über das Verhalten der anisotropen Schmelze des para-Azoxyanisols in einem magnetischen Felde). Danach war er dort Privatdozent. 1932 /33 war er bei Leonard Ornstein in Utrecht als Rockefeller-Stipendiat, hatte aber durch seine wissenschaftliche Arbeit schon vorher Kontakte zu Ornstein. 1937 wurde er außerordentlicher Professor für Physik an der Universität Halle und Institutsdirektor als Nachfolger von Gerhard Hoffmann. Am 18. Mai 1937 beantragte er die Aufnahme in die NSDAP und wurde rückwirkend zum 1. Mai desselben Jahres aufgenommen (Mitgliedsnummer 4.716.093). 1945 wurde er wie Rudolf Abderhalden und andere Wissenschaftler von den Amerikanern in die westlichen Besatzungszonen (Hessen) zwangsdeportiert (sogenannter Abderhaltentransport) und in Abwesenheit von der Universität Halle entlassen. Ab 1947 war er bei der Bayer AG in Dormagen, wo er ein Labor für Strukturuntersuchung von Kunstfasern mit Röntgen- und Elektronenstrahlen aufbaute. 1954 wurde er Honorarprofessor in Köln mit Lehrauftrag für Physik von makromolekularen Stoffen. 1955 zog er aus Gesundheitsgründen nach Freiburg, wo er ebenfalls Honorarprofessor mit Lehrauftrag wurde (dort war die Schule der makromolekularen Chemie von Hermann Staudinger) und ab 1959 Professor Emeritus war (Status eines emeritierten ordentlichen Professors). Er lehrte und forschte auch danach weiter (seine Lehrtätigkeit setzte er bis 1967 fort).

## Werk
Kast studierte in den 1920er Jahren Flüssigkristalle nach ihren elektrisch-magnetischen und optischen Eigenschaften, Fließeigenschaften, Kalorimetrie und mit Röntgenstrukturanalyse. Seine Experimente führten Ornstein zu seiner Schwammtheorie der Flüssigkristalle und bildeten später die Basis für die breite Verwendung in Flüssigkristallanzeigen (LCD) und anderem. Seine Forschungen trugen auch allgemein zur Aufklärung der Wechselwirkungen von Molekülen in Flüssigkeiten bei, besonders in der Makromolekularen Chemie. Er wollte vor dem Zweiten Weltkrieg ein Programm zur Untersuchung der molekularen Theorie der Flüssigkeiten verfolgen, musste sich aber dann in angewandter Forschung mit der Strukturaufklärung von Kunstfasern befassen, was er auch nach dem Krieg fortsetzte. Bei Bayer wies er nach dem Zweiten Weltkrieg den Zusammenhang von Orientierung der Moleküle und Struktur der Textilien experimentell nach und klärte die Vorgänge bei Spinnlösungen mit viskometrischen Untersuchungen. In Freiburg schrieb er eine Übersicht über die Flüssigkristalle und ihre physikalisch-chemischen Eigenschaften für den Landolt-Börnstein (6. Auflage).

## Ehrungen und Mitgliedschaften
Er war ab 1939 Mitglied der Leopoldina. 1972 war er Ehrenpräsident einer internationalen Tagung über Flüssigkristalle in Berlin.

## Schriften
- Feinstruktur-Untersuchungen an künstlichen Zellulosefasern verschiedener Herstellungsverfahren, Forschungsberichte des Landes Nordrhein-Westfalen, Köln: Westdeutscher Verlag, Forschungsberichte des Wirtschafts- und Verkehrsministeriums Nordrhein-Westfalen, Nr. 35, 1953 (Teil 1: Der Orientierungszustand), Nr. 261, 1956 (Teil 2: Der Kristallisationszustand)
- Spinnversuche zur Strukturerfassung künstlicher Zellulosefasern,  Forschungsberichte des Wirtschafts- und Verkehrsministeriums Nordrhein-Westfalen, Nr. 93, Köln, Westdeutscher Verlag 1954
- mit Willy Brenschede, E. Jenckel: Die Physik der Hochpolymeren, Band 3: Ordnungszustände und Umwandlungserscheinungen in festen hochpolymeren Stoffen, Springer 1955
- mit Rolf Hosemann, Günter Schoknecht: Lichtoptische Herstellung und Diskussion der Faltungsquadrate parakristalliner Gitter,  Forschungsberichte des Wirtschafts- und Verkehrsministeriums Nordrhein-Westfalen, Nr. 173, Köln: Westdeutscher Verlag 1956
- mit Victor Elsaesser:  Fliessvorgänge in der Spinndüse und dem Blaukonus des Cuoxam-Verfahrens, Köln: Westdeutscher Verlag 1960
- Feinstruktur nichtmetallischer organischer Stoffe, in: Ernst Schmidt (Hrsg.), Landolt-Börnstein, Band 4, Teil 3, Springer 1957
- Umwandlungstemperaturen kristalliner Flüssigkeiten, in: Klaus Schäfer, Ellen Lax (Hrsg.), Eigenschaften der Materie in ihren Aggregatzuständen : 2. Teil – Gleichgewichte Dampf-Kondensat und osmotische Phänomene, Landolt-Börnstein, Band 2, Teil 2a, 6. Auflage, Springer 1960